# Годовщина (фильм, 2001)
«Годовщина», или «Юбилей» (англ. The Anniversary Party) — американский комедийно-драматический фильм 2001 года. Режиссёрский дебют актёров Дженнифер Джейсон Ли и Алана Камминга, также сыгравших в фильме главные роли. Действие фильма происходит на протяжении суток в доме главных героев в Голливуде, устраивающих вечеринку по случаю шестой годовщины супружеской жизни. Фильм снят на цифровую камеру.
Фильм получил благоприятные отзывы критиков и завоевал ряд наград на кинофестивалях.

## Сюжет
Салли Нэш и Джо Терриан — супруги, проживающие в Голливуде. Салли — актриса, а Джо — успешный писатель, который собирается дебютировать в режиссуре, поставив фильм по своему бестселлеру. Хотя сюжет его романа во многом отражает совместную жизнь с Салли, на главную роль в фильме Джо приглашает не свою жену, а молодую актрису Скай Дэвидсон, что вызывает недовольство Салли. Кроме того, дополнительное напряжение создаёт ситуация с псом Отисом, который постоянно убегает и лает по ночам, из-за чего у Салли и Джо портятся отношения с соседями, супружеской парой Райаном и Рози. Тем не менее, снова соединившись после разрыва, Джо и Салли решают устроить вечеринку по случаю шестилетия своего супружества, и приглашают домой нескольких ближайших друзей, а также Райана и Рози. Салли обнаруживает, что Джо без согласования с ней позвал на вечеринку и Скай Дэвидсон.
Среди приглашённых — актёр Кэл Голд, который сейчас снимается в одном фильме с Салли, его жена София и их двое детей; режиссёр Мэк Форсайт, снимающий фильм с Кэлом и Салли, а также его жена Клэр, переживающая, что их маленького ребёнка им пришлось оставить с няней; мэнеждер Джерри Адамс и его жена Джоди; фотограф Джина Тейлор, давняя подруга Джо и его семьи; скрипач Леви Пейнс и Джеффри, друг Джо по Оксфорду. Гости разговаривают, играют в шарады, произносят тосты в честь Джо и Салли. Скай в качестве подарка преподносит Джо набор таблеток экстази, и большинство гостей принимают их, когда уже стемнело. Клэр, Джоди И Мэк купаются в бассейне, из-за чего Мэк чуть не тонет. Джо узнаёт от Кэла, что Мэк очень недоволен игрой Салли в его фильме. София убеждает Салли, что той не надо иметь ребёнка от Джо, потому что тот сам как ребёнок и ещё не готов к этому. Салли ищет Джо, чтобы сообщить, что Отис опять сбежал, и обнаруживает Джо целующимся с Рози. Во время поисков Отиса между Джо и Салли происходит ожесточённый спор. Джо признаётся, что не выбрал Салли на роль в своём фильме, потому что она слишком стара. Салли сообщает Джо, что две недели назад она сделала аборт, потому что испугалась иметь ребёнка.
Вернувшись домой, так и не найдя Отиса, Джо и Салли получают трагическое известие: в их отсутствие звонил отец Джо и сообщил, что сестра Джо Люси умерла от передозировки наркотиков. До этого Салли обвиняла Джо в том, что он игнорирует Люси, а Джо вспоминает, что он не ответил утром на звонок Люси по телефону. Джина бронирует Джо билет на самолёт и собирает ему сумку, но Джо не летит к отцу, хотя звонит ему по телефону. Гости расходятся.
Фильм заканчивается сценой, аналогичной той, с которой он начинался: раннее утро, Салли уже проснулась и смотрит на спящего Джо. Отис прибегает домой.

## Актёрский состав
- Дженнифер Джейсон Ли — Салли Нэш
- Алан Камминг — Джо Терриан
- Кевин Клайн — Кэл Голд
- Фиби Кейтс — София Голд
- Паркер Поузи — Джуди Адамс
- Джон Бенджамин Хикки — Джерри Адамс
- Джон Си Райли — Мэк Форсайт
- Джейн Адамс — Клэр Форсайт
- Денис О’Хэр — Райан Роуз
- Мина Бэди — Моника Роуз
- Гвинет Пэлтроу — Скай Дэвидсон
- Дженнифер Билз — Джина Тейлор
- Майкл Пэйнс — Леви Пэйнс
- Мэтт Макграт — Джеффри

## Награды
- 2001 — Национальный совет кинокритиков США — специальное упоминание в номинации за мастерство в кинематографе (For excellence in filmmaking)[2]
- 2001 — Palm Dog (награда Каннского кинофестиваля за лучшую роль собаки) — пёс Отис, за одноимённую роль (первое вручение премии)[3]

## Критика
Критики высказывались о фильме одобрительно. Так, Роджер Эберт, оценив фильм на 3 балла из 4, отметил, что хотя идея фильма не является оригинальной и существует целый ряд фильмов, в которых на ночных вечеринках выявляются чьи-то личные секреты, «Годовщина» интересна близостью к реальности — а именно, к наличию параллелей между судьбами героев и изобразивших их актёров. И хотя зритель не узнаёт из фильма чего-то принципиально нового, чего он бы не знал раньше о голливудской жизни, «материал подан с такой аутентичностью и естественной убедительностью, что выглядит неповторимый взгляд на печальную жизнь богатых и знаменитых», на образ жизни, при котором «умные люди обязаны вести себя по глупым правилам» .